# 新世紀エヴァンゲリオン 鋼鉄のガールフレンド2nd
『新世紀エヴァンゲリオン 鋼鉄のガールフレンド2nd』（しんせいきエヴァンゲリオン こうてつのガールフレンド セカンド）は、アニメ『新世紀エヴァンゲリオン』を題材とした恋愛アドベンチャーゲーム。
2003年5月16日、Windows版が発売された。2003年12月25日にはMacに移植された『新世紀エヴァンゲリオン 鋼鉄のガールフレンド 2nd for Mac』が発売され、初回限定版として「Type REI」「Type ASUKA」の2バージョンが発売。2005年1月20日にグラフィックを一新したPS2版、2006年3月2日にPS2版廉価シリーズのB.B.Q(Broccoli Best Quality)版が発売。2009年6月11日にはPSP版が通常版と特別版の2バージョンで発売された。
対応OSは、Windows版はWindows 98 / Me / 2000 / XP。Mac版は、Classic Mac OS（8.6,9.1,9.2）、Mac OS X (10.1, 10.2, 10.3)、Power Mac G5（ガイナックス内公式サイトより）。
なお、本項では本作品を題材とした漫画作品についても併せて記載する。

## 概要
本作品はゲーム『新世紀エヴァンゲリオン 鋼鉄のガールフレンド』の続編ではなく、テレビアニメ版最終話のいわゆる「学園エヴァ」の世界観をベースに、チルドレンたちの学園生活を描く。プレイヤーは碇シンジとなってプレイするゲーム。展開によっては2種類のどちらかのグッドエンドか6種類あるバッドエンドになる。
PS2版・PSP版は基本的にPCゲームソフト版の移植版となる。また、PSP版にはオートセーブ、スキップ機能などがある。

## 登場人物
- 碇シンジ、ロボシンジ（声：緒方恵美）
- 綾波レイ（声：林原めぐみ）
- 惣流・アスカ・ラングレー（声：宮村優子）
- 渚カヲル（声：石田彰）
- 鈴原トウジ（声：関智一）
- 相田ケンスケ（声：岩永哲哉）
- 洞木ヒカリ（声：岩男潤子）
- 葛城ミサト（声：三石琴乃）
- 赤木リツコ（声：山口由里子）
- 加持リョウジ（声：山寺宏一）
- 碇ゲンドウ（声：立木文彦）
- 碇ユイ（声：林原めぐみ）
- 冬月コウゾウ（声：清川元夢）
- 日向マコト（声：結城比呂）
- 伊吹マヤ（声：長沢美樹）
- 青葉シゲル（声：子安武人）
- 老教師（声：丸山詠二）
- ペンペン（声：林原めぐみ）
- 徳永さん（声：立木文彦）※『鋼鉄のガールフレンド』にも登場。

## サブタイトル
- 序章 帰ってきたエヴァンゲリオン
- 第二章 シンジと仲間たちの冒険
- 第三章 恋の駆け引き
- 第四章 カヲル君と演奏会[1]
- 第五章 ふたりで迎える夜[1]
- 第六章 大人たちの楽園
- 第七章 最後の戦い
- 最終章 また会う日まで

## 主題歌
- 「無限抱擁」（歌:高橋洋子）

## 関連商品
- 『新世紀エヴァンゲリオン 鋼鉄のガールフレンド 2nd 完全解体白書』（角川書店） - 2003年6月21日発売
- 『新世紀エヴァンゲリオン 鋼鉄のガールフレンド 2nd 公式ビジュアルブック』（角川書店） - 2005年2月発売

## 漫画

### 新世紀エヴァンゲリオン 鋼鉄のガールフレンド2nd
作画担当は林ふみの。『月刊Asuka』（角川書店）に掲載（連載2003年10月号 - 2005年11月号）された。単行本は全6巻。アメリカ、タイ、フランス、ドイツ、イタリア、スペイン、メキシコ、アルゼンチン、ブラジルの9か国では『ANGELIC DAYS』の題名で刊行。台湾角川書店では『新世紀福音戰士 鋼鐵的Girl Friend 2nd』の題名で刊行。
1巻から4巻までが第1部。5巻はゲンドウとユイの中学生時代を描く完全オリジナルの第2部。第3部にあたる6巻は2名のキャラクター毎に焦点を当てたオムニバス方式による第1部の後日談。
『月刊少年エース』2003年9月号増刊『エヴァ・エース』および、『月刊少年エース』2005年6月号と9月号に番外編が掲載された。
| 巻  | 初版発行日     | ISBN          | 収録内容 | 初出 |
| --- | -------------- | ------------- | --- | --- |
| 1巻 | 2004年2月17日  | 4-04-924963-4 | 第壱章 第壱話「転校生」 第弐話「NERV」 第参話「悲しき心 優しき心」 第肆話「変わりゆく心 変わらぬ心」 番外編「ちっこい恋のメロディ」     | 月刊Asuka2003年10月号 月刊Asuka2003年11月号 月刊Asuka2003年12月号 月刊Asuka2004年1月号 エヴァ・エース                                     |
| 2巻 | 2004年6月17日  | 4-04-924974-X | 第弐章 第壱話「光の巨人」 第弐話「綾波レイ」 第参話「洞窟探検」 第肆話「初めての戦い」                                                  | 月刊Asuka2004年2月号 月刊Asuka2004年3月号 月刊Asuka2004年4月号 月刊Asuka2004年5月号                                                       |
| 3巻 | 2004年10月16日 | 4-04-924984-7 | 第参章 第壱話「記念撮影」 第弐話「休日の過ごし方」 第参話「それぞれの思い」 第肆話「理想の世界」                                        | 月刊Asuka2004年6月号 月刊Asuka2004年7月号 月刊Asuka2004年8月号 月刊Asuka2004年9月号                                                       |
| 4巻 | 2005年2月17日  | 4-04-924996-0 | 第肆章 第壱話「かけがえのないもの」 第弐話「過去の残像」 第参話「光の世界 闇の音」 第肆話「これから先の未来も」                         | 月刊Asuka2004年10月号 月刊Asuka2004年11月号 月刊Asuka2004年12月号 月刊Asuka2005年1月号                                                    |
| 5巻 | 2005年7月16日  | 4-04-925004-7 | 第壱話 第弐話 第参話 第肆話 | 月刊Asuka2005年3月号 月刊Asuka2005年4月号 月刊Asuka2005年5月号 月刊Asuka2005年6月号                                                       |
| 6巻 | 2005年12月17日 | 4-04-925018-7 | 第壱話「ミサト×加持」 第弐話「レイ×リツコ」 第参話「ヒカリ×トウジ」 第肆話「シンジ×アスカ」 番外編(1)「未来に」 番外編(2)「明日は明日」 | 月刊Asuka2005年8月号 月刊Asuka2005年9月号 月刊Asuka2005年10月号 月刊Asuka2005年11月号 月刊少年エース2005年6月号 月刊少年エース2005年9月号 |

### 新世紀エヴァンゲリオン 鋼鉄のガールフレンド 2nd 4コマ漫画劇場
スクウェア・エニックスより出版された。全3巻